# Sitta arctica
El trepador siberiano (Sitta arctica) es una especie de ave paseriforme de la familia Sittidae.
Considerado durante mucho tiempo como una subespecie del trepador azul (S. europaea), fue separada en 2006 basándose en caracteres morfológicos y moleculares. Es, en promedio, mayor en tamaño que el trepador azul y también se distingue por algunas características morfológicas, como la forma de su pico, el tamaño de sus garras y el color de los mantos bajo las alas y las plumas externas de la cola. Su canto también se ha descrito como «claramente diferente» del trepador azul, sin dar más detalles.
Los trepadores siberianos viven en el noroeste de Siberia, apenas superior, hacia el oeste del meridiano oriental 105 y habita los bosques al norte del lago Baikal, cerca del mar de Bering y el Ojotsk sin acercarse a la costa. Vive en bosques de alerces y llanuras aluviales. Su condición de especie está siendo reconocida recientemente, debido a los pocos datos conocidos y de su estado conservación no determinano.

## Descripción
La especie es un trepador de tamaño mediano, de unos 15 cm de longitud. Las partes superiores son de color gris azulado y las partes inferiores son muy blancas. Es muy similar a una subespecie del trepador pechiblanco (S. carolinensis) encontrado en regiones más al norte, pero se caracteriza por un tamaño mayor al promedio y unas cuantas características anatómicas más o menos fáciles de identificar. Las partes superiores son de color gris plomo-azul, al igual que en la subespecie S. europaea amurensis, pero más oscuro que el resto de subespecies del trepador azul. La brida negraes más fina y corta que en el trepador azul. Los ornitólogos Yaroslav Red'kin y María Konovalova de un museo en Moscú indicaron que existe poca o ninguna direncia clara en la frente y por encima de la línea negra, al igual que algunas subespecies de S. europaea; en su monografía sobre carboneros, trepadores y agateadores, Simon Harrap afirmó que las franjas blancas son más marcadas en el trepador siberiano. El obispillo rojizo-bronceado se extiende en ambos lados de los flancos; las coberturas bajo las alas son color gris oscuro (más bien pálidas), las rectrices externas son blanquecinas en más de la mitad de su longitud y no hay dimorfismo sexual aparente.
El pico es largo y estrecho, a diferencia de otras subespecies del trepador azul, con el borde de la mandíbula superior (culmen) completa o parcialmente doblada hacia arriba hasta el borde de la mandíbula inferior; la base del pico está densamente cubierta de plumas largas. El ala es más puntiaguda, el séptimo rémige primario corresponde en tamaño al segundo rémige, mientras que es menor en el trepador azul. El tarso es más corto (en lo absoluto) para todas las subespecies del trepador azul, pero la garra trasera está mucho más desarrollada y coincide con la longitud de los dedos (unos 10 mm), un poco más larga. El macho mide 14.8 cm en promedio, contra 15.1 cm en la hembra, con envergaduras, respectivamente, de 25.7 cm y 25.2 cm. Las medidas de las alas plegadas en el macho y la hembra son, respectivamente, en promedio, de 86.4 mm y 83.9 mm, 18.6 mm y 19.1 mm en el pico, 49.9 mm y 46.7 mm en la cola, y 17.0 mm y 16.9 mm en el tarso. El macho adulto pesa 21.2 gramos y dos hembras llegaron a pesar 19.7 y 22.1 gramos.

Comparación de patas entre: 1. Trepador azul (S. e. asiatica) y 2. Trepador siberiano, según Redkin y Konovalova (2006).[11]
Comparación de rectrices externas de 1. Sitta arctica, 2. S. e. asiatica, 3. S. e. amurensis y 4. S. e. sinensis, según Redkin y Konovalova (2006).Comparación de rectrices externas de 1. Sitta arctica, 2. S. e. asiatica, 3. S. e. amurensis y 4. S. e. sinensis, según Redkin y Konovalova (2006)[11].
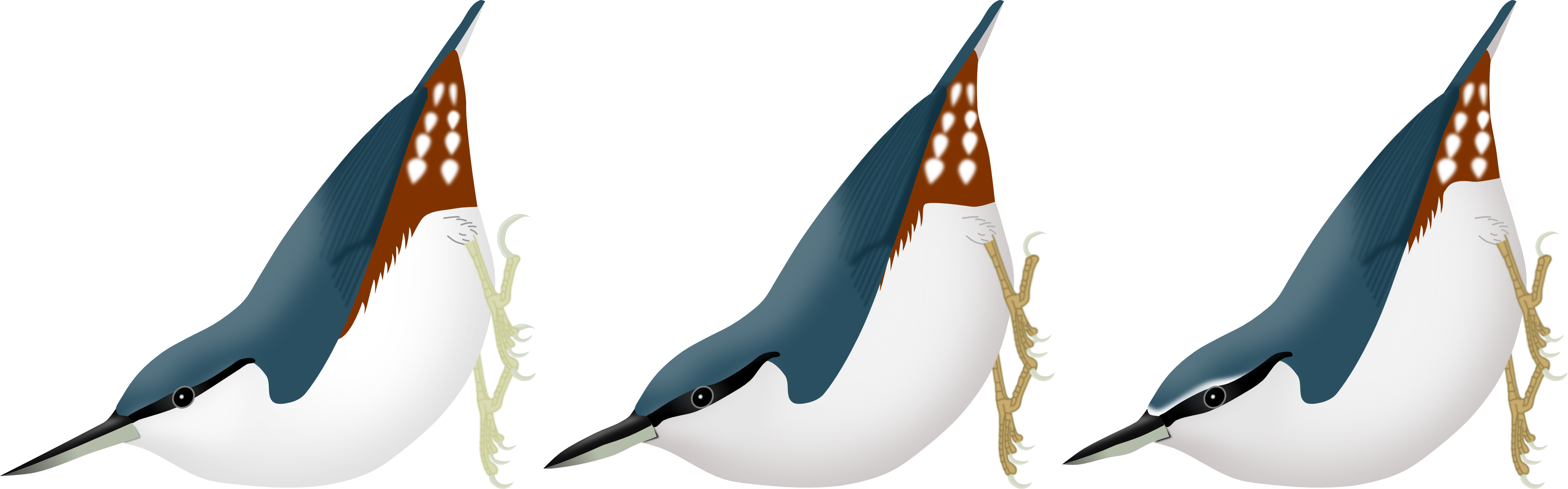
De izquierda a derecha: Sitta arctica, S. europaea europaea y S. e. asiatica. Obsérvese que en el trepador siberiano el extremo derecho y la nariz, la brida negra más delgada y corta, cloaca rojiza ampliándose en los lados y la gran garra trasera.

## Ecología y comportamiento

### Voz
El canto es potente. Algunos sonogramas de llamados y cantos del trepador siberiano fueron publicados en 1996, y la voz fue descrita como «diferentemente significativa» a la del trepador azul, pero sin mayor aclaración.

### Reproducción
Los datos disponibles sobre la ecología de la especie son muy irregulares. Las observaciones realizadas en 1994 demostraron que las parejas se formaron alrededor del 15 de mayo. Reutilizaban el nido de un pico picapinos (Dendrocopos major) y recubrían la entrada con barro para reducir el diámetro. Se observaron jóvenes revoloteando entre el 30 de junio y 4 de julio.
Durante el otoño y el invierno, el trepador siberianos formando bandadas mixtas de migración con la subespecie S. e. asiatica (y sus formas asiatica y baicalensis) del trepador azul.

## Distribución y hábitat
Esta especie es endémica de Rusia y vive en el centro y el noreste de Siberia. Hacia el oeste, su distribución comienza alrededor del meridiano oriental 105, cerca de las partes altas del Tunguska Inferior y al norte de la cuenca del río Viliui (hasta cerca del paralelo norte 65 o del paralelo norte 67) y al sur del Lena. Hacia el este, no supera el curso inferior del Anádyr, al noroeste de las montañas Koryak y las fuentes del Pénzhina. La distribución del trepador siberiano no llega a las zonas costeras, o el mar de Bering o el de Ojotsk. La mayor parte de su distribución se detiene al sur, donde comienza la subespecie asiatica de trepador azul, y es sustituido al este en la península de Kamchatka por S. e. albifrons.
Los trepadores siberianos en bosques de alerces (Larix sp.), pero también las llanuras aluviales.

## Sistemática

### Taxonomía

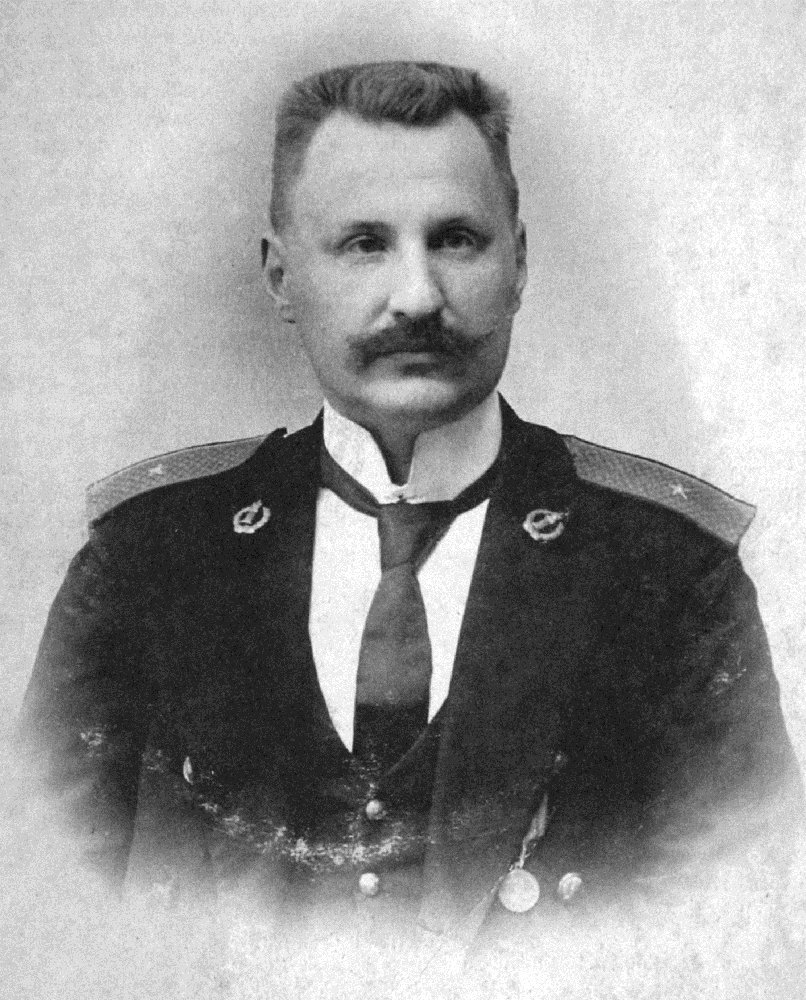
Serguéi Buturlín describió al trepador siberiano en 1907.

Sitta arctica fue descrito por el ornitólogo ruso Serguéi Aleksándrovich Buturlín en 1907, a partir de un espécimen (holotype) proveniente de Verjoyansk. En 1916, el mismo autor propuso un recorte de la familia Sittidae en varias subfamilias, géneros y subgéneros; Sitta arctica fue colocado entonces en un género propio, Arctositta Buturlín, 1916, a juicio del autor por las suficiente diferencias morfológicas con otros trepadores. En 1928, Otto Kleinschmidt acercó el género Arctositta al grupo del trepador azul (S. europaea), y el trepador siberiano fue considerado más tarde como una subespecie del trepador azul, excepto por Andrzej Dunajewski y Siegfried Eck, que ocasionalmente lo trataron como una especie separada, pero en el género Sitta.

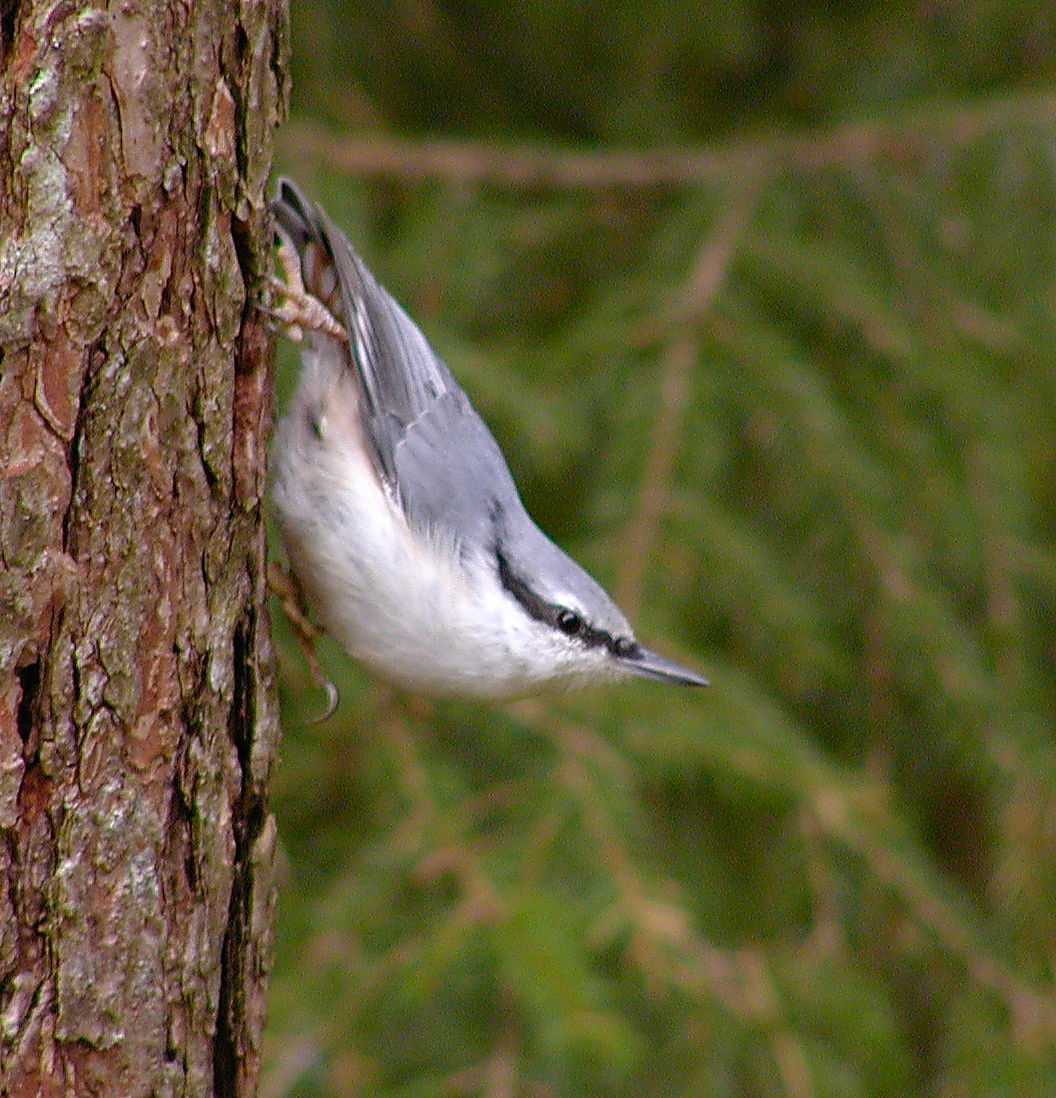
El trepador azul, y su subespecie nominal S. e. europaea, es filogenéticamente más cercano al trepador siberiano.

En 2006, Red'kin y Konovalova hicieron una revisión completa de las subespecies de Asia Oriental del trepador azul y propusieron elevar permanentemente la subespecie S. e. arctica al rango de especie, para reflejar más claramente la diferencia morfológica con otras subespecies, y el hecho de que el trepador siberiano vive parcialmente en simpatría con el Sitta europaea sin hibridar (o en menor media). Estos análisis morfológicos son consistentes con los análisis de ADN mitocondrial que también se llevaron a cabo en 2006, y que mostraron una gran divergencia (10 % para el gen de ND2) entre arctica y europaea. La decisión es particularmente apoyada por Nigel J. Collar y John D. Pilgrim en 2007 y aprobada por el Congreso Ornitológico Internacional en su versión 1.6 (30 de junio de 2008). En la división en subgéneros del género Sitta, poco utilizada, el trepador siberiano es colocado en Sitta (Sitta) Linnaeus, 1758. Según el Congreso Ornitológico Internacional y Alan P. Peterson, no se distingue subespecie alguna.

### Biogeografía
En 1996, el ornitólogo ruso Vladímir Leonóvich et al propusieron una hipótesis biogeográfica para explicar la diferenciación de trepadores en el noreste de Siberia. Durante las glaciaciones del Pleistoceno, es posible que algunos refugios glaciales hayan permitido la supervivencia de al menos una parte de la fauna y flora de Siberia. Poblaciones de Sitta europaea relacionadas pudieron sobrevivir en estas zonas de refugio, viz., la cuenca del Anádyr —donde Sitta arctica podría diferenciarse— y al sur de Kamchatka en donde la subespecie S. e. albifrons podría diferir de otras subespecies del trepador azul.

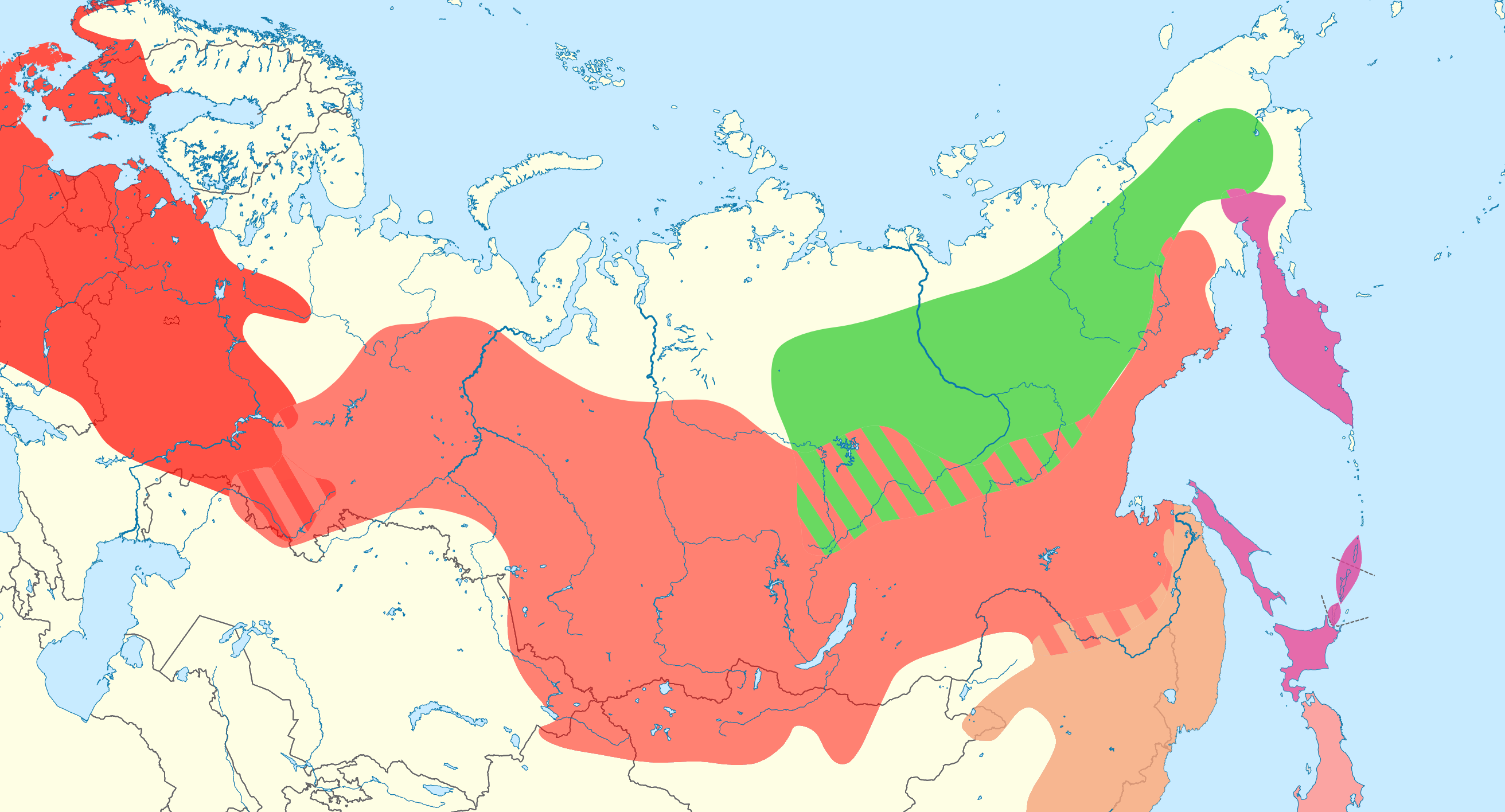
Mapa distributivo del trepador siberiano y las diferentes subespecies del trepador azul en Asia:

| Sitta arctica Sitta europaea europaea | Sitta europaea asiatica Sitta europaea albifrons | Sitta europaea amurensis forma «hondoensis» |

## Estado de conservación
Su tratamiento como especie independiente es nueva, el nivel de amenaza no se ha determinado, pero es «crítica» por BirdLife International.